# 呂政璋
呂政璋（1977年—），法國左岸騎士、魯拉德騎士，台灣企業家、台灣政務官，知名於台灣農產品行銷，曾任雲林縣政府農業處處長、頂新文教基金會執行長、頂康開發營運長、金色大地董事長、新零售群執行長、法國 Château Bel Air 莊主、法國 SAS Golden Field Chairman、台灣金聯董事長。

## 背景
呂政璋生於臺灣嘉義縣水上鄉，大學畢業於國立嘉義大學園藝學系、國立臺灣大學園藝研究所。國立雲林科技大學企業管理學博士。研究所畢業後前往中國，2005年成為首批獲准在中國市場銷售台灣水果的台商。2006年返台任職於遠東集團，擔任旗下量販店愛買商品部的開發經理，同時推出「瘋台灣」的行銷模式，說服農委會主委蘇嘉全代言台灣農產品，並於遠東集團旗下多個通路聯合行銷，使遠東集團董事長徐旭東受到當時行政院長蘇貞昌的表揚。後於2009年結婚。

## 政治生涯

### 雲林縣政府農業處
呂政璋曾為遠東集團企劃許多行銷活動，主動邀請說服農委會和台灣職棒，並分別向屏東縣曹啟鴻縣長，高雄縣楊秋興縣長、台南縣蘇煥智縣長、嘉義縣陳明文縣長、雲林縣蘇治芬縣長、彰化縣卓伯源縣長等簡報說明，共同行該縣市的農特產品和食品等。2008年受邀轉任雲林縣政府農業處處長，成為當時全台灣最年輕、非公務員出身的農業政務官，至2012年9月辭職進入頂新集團就職。

### 台灣金聯
2024年11月5日，呂政璋被任命接替施俊吉擔任行政院實質控制的台灣金聯董事長備受各方爭議，隨後僅就任三天內即自請辭職。

## 商業生涯
呂政璋於2012年辭去政務工作後，最初在頂新集團擔任頂新文教基金會執行長。2013年在頂新涉入黑心食用油品事件後，呂政璋擔任頂新集團於2014年新設立的「金色大地」公司的首任執行長。
在2024年短暫接任台灣金聯董事長之前，他曾擔任創辦金色大地董事長、頂新集團新零售群執行長，以及集團旗下子公司頂康開發營運長、上海寰選董事長，以及殷拓集團顧問。